# 窑洞对
窑洞对，一般认为是指1945年7月，毛泽东与黄炎培在延安毛泽东住所窑洞客厅里的一次关于民主中国的谈话。被黄炎培问及如何改变朝代其兴也勃焉，其亡也忽焉的周期律时，毛泽东说：“我们已经找到了新路，我们能跳出这周期律。这条新路，就是民主。只有让人民来监督政府，政府才不敢松懈。只有人人起来负责，才不会‘人亡政息’。”另在2008年第10期《炎黄春秋》杂志发表了阎长贵文章《一篇更重要更全面的“窑洞对”——毛泽东答路透社记者甘贝尔问》，认为还有一篇毛泽东答路透社记者甘贝尔，更为重要的关于民主的讲话。
黄炎培提出的这个问题，也被中国共产党称之为“窑洞之问”。

## 黄炎培与毛泽东的窑洞对话
1945年7月1日，中国民主同盟常委黄炎培与章伯钧、左舜生、傅斯年等6位国民参政员接受中国共产党邀请，从重庆飞抵延安。他们受到毛泽东、朱德、周恩来、林伯渠、吴玉章等人的热烈欢迎。在短短三天内，毛泽东同他们多次交谈。7月4日，毛泽东邀请黄炎培到杨家岭他家里叙话。在窑洞客厅里毛泽东问黄炎培对几天的考察有何感想。
黄炎培当时并未看到延安的等级制度，只是觉得延安朝气蓬勃，抗日胜利之后将赢得政权，于是借此机会表达了自己的远虑，“我生60多年，耳闻的不说，亲眼所见到的，真所谓‘其兴也勃焉，其亡也忽焉’，一人，一家，一团体，一地方，乃至一国，不少单位都没有能跳出这周期律的支配力。大凡初时聚精会神，没有一事不用心，没有一人不卖力，也许那时艰难困苦，只有从万死中觅取一生。既而环境渐渐好转了，精神也渐渐放下了。有因为历时长久，自然地惰性发作，由少数演为多数，到风气养成，虽有大力，无法扭转，并且无法补救。也有为了区域一步步扩大了，它的扩大，有的出于自然发展，有的为功业欲所驱使，强求发展，到干部人才渐见竭蹶，艰于应付的时候，环境倒越加复杂起来了，控制力不免趋于薄弱了。一部历史，‘政怠宦成’的也有，‘人亡政息’的也有，‘求荣屈辱’的也有，总之没有能跳出这周期律。中共诸君从过去到现在，我略略了解得了。就是希望找出一条新路，来跳出这周期律的支配。”
毛泽东回答：“我们已经找到了新路，我们能跳出这周期律，这条新路，就是民主。只有让人民来监督政府，政府才不敢松懈；只有人人起来负责，才不会‘人亡政息’。”

## 甘贝尔与毛泽东的窑洞对话
1945年9月，英国路透社记者甘贝尔以书面形式提出12个问题，请在重庆参加国共谈判的中共中央主席毛泽东作答。这些问题涉及日本投降后国共双方在政治、军事方面的主要分歧，其中的第十问是“中共对‘自由民主的中国’的概念及界限为何？”
毛泽东这样回答：“自由民主的中国将是这样一个国家，它的各级政府直至中央政府都是由普遍、平等、无记名的选举所产生，并向选举它们的人民负责。它将实现孙中山先生的三民主义，林肯的民有、民治、民享的原则与罗斯福的四大自由。它将保证国家的独立、团结、统一以及与各民主强国的合作。”
这个回答曾经登上了中国共产党办的《新华日报》、《解放日报》的重要位置和头版头条。标题为《毛泽东同志答路透社记者 中国需要和平建国》；《解放日报》头条转载。

## 习近平的“第二个答案”
2021年11月8日至11日，中共十九届六中全会上，中共中央总书记习近平提到：
|  | 我们党历史这么长、规模这么大、执政这么久，如何跳出治乱兴衰的历史周期率？毛泽东同志在延安窑洞里给出了第一个答案，这就是“只有让人民起来监督政府，政府才不敢松懈”；经过百年奋斗特别是党的十八大以来新的实践，我们党又给出了第二个答案，这就是自我革命。 |

官方媒体解读，“自我革命”的含义就是以全面从严治党确保党的先进性和纯洁性。